# Бельгарть, Арнольд Артурович
Арнольд Артурович Бельгарть (29 января 1937, Ленинград — 26 февраля 2015, Санкт-Петербург) — советский велогонщик, призёр Олимпийских игр 1960 года, чемпион мира 1963 года. Заслуженный мастер спорта СССР (1963).

## Биография
Родился в 1937 году в Ленинграде.
В 1960 году завоевал бронзовую медаль Олимпийских игр в Риме в командной гонке преследования.
В 1962 году стал обладателем бронзовой медали чемпионата мира, в 1963 — золотой, а в 1964 — вновь бронзовой.

## Награды
- Медаль «За трудовое отличие» (16.09.1960) — за успешные выступления в XVII летних и VIII зимних Олимпийских играх 1960 года, а также за выдающиеся спортивные достижения[2]